# Dodartia
Dodartia es un género con seis especies de plantas de flores perteneciente a la familia Mazaceae. 

## Especies seleccionadas
- Dodartia atro-coerulea
- Dodartia fragilis
- Dodartia indica
- Dodartia linaria
- Dodartia orientalis
- Dodartia virgata

- Datos: Q8561435
- Multimedia: Dodartia / Q8561435
- Especies: Dodartia